# مسیحیت
مسیحیت یک دین یکتاپرستی است که بر محور زندگی و تعالیم عیسی مسیح، که به عنوان پسر خدا و مسیح موعود پیش‌بینی شده در عهد قدیم شناخته می‌شود، متمرکز است. این دین بزرگ‌ترین دین جهان است و با بیش از ۲.۴ میلیارد نفر پیرو (بیشترین تعداد پیروان در بین ادیان)، که به آن‌ها مسیحی گفته می‌شود، در سرتاسر جهان پراکنده‌اند. مسیحیت در قرن اول میلادی در منطقه شام در خاورمیانه شکل گرفت و از یهودیت نشأت گرفت و به سرعت در سرتاسر امپراتوری روم و فراتر از آن گسترش یافت.
اصول مسیحیت عبارت است از «ایمان به خدای یگانه در قالب تثلیث که شامل ایمان به عیسی‌مسیح به عنوان نمود/رکن/شخص/اقنوم دوم خدای یگانه است»، «ایمان به کشته شدن و رستاخیز عیسی‌مسیح پس از ۳ روز و اهمیت آن برای رستگاری بشریت» و «ایمان به عهدین به عنوان نوشته‌های مقدس» است. عهد جدید، که شامل انجیل‌های چهارگانه (انجیل‌متی، انجیل‌مرقس، انجیل‌لوقا، انجیل‌یوحنا)، نامه‌ها و نوشته‌های دیگر است، بنیادین‌ترین متن برای دکترین مسیحی به شمار می‌رود و زندگی عیسی و تعالیم کلیسای اولیه را توصیف می‌کند.
مسیحیت تنوع زیادی دارد و شامل طیف وسیعی از فرقه‌ها و تفسیرهای الهیاتی است. سه شاخه اصلی آن کاتولیک‌های رومی، پروتستانتیسم و ارتدوکسی شرقی هستند که هر یک باورها، شیوه‌ها و سنت‌های خاص خود را دارند. از جمله شیوه‌های کلیدی در مسیحیت می‌توان به دعا، عبادت و مراسمی مانند تعمید و عشای ربانی اشاره کرد.
در طول تاریخ، مسیحیت نقش مهمی در شکل‌دهی به تمدن غرب ایفا کرده و بر هنر، فرهنگ، قانون و اخلاق تأثیر گذاشته است. همچنین، منبعی برای جنبش‌های اجتماعی و سیاسی بوده است که هم عدالت را ترویج کرده و هم در برخی موارد به درگیری‌ها دامن زده است. امروزه، مسیحیت همچنان در حال تحول است و با مسائل معاصر درگیر است و گفت‌وگوی بین‌دینی را ترویج می‌دهد در حالی که باورهای بنیادی خود را حفظ می‌کند.

## پیشینه
مسیحیت، یکی از ادیان بزرگ جهان، ریشه‌ در قرن اول میلادی در استان رومی یهودا دارد. این دین از تعالیم عیسی ناصری، یک موعظه‌گر یهودی که زندگی و پیامش بر محبت، بخشش و ظهور پادشاهی خدا تأکید داشت، نشأت گرفت. پس از مصلوب شدن عیسی در حدود ۳۰–۳۳ میلادی، پیروان او، که به عنوان شاگردان شناخته می‌شوند، شروع به گسترش تعالیم او کردند و به تأسیس جوامع مسیحی اولیه پرداختند. رسول پولس رسول نقش مهمی در این گسترش ایفا کرد و به‌طور گسترده سفر کرد و نامه‌هایی نوشت که به متون بنیادی برای الهیات مسیحی تبدیل شدند.
تا پایان قرن اول، مسیحیت در سرتاسر امپراتوری روم گسترش یافته بود، با وجود اینکه در دوره‌هایی با آزار و اذیت مواجه شد. در سال ۳۸۰ میلادی، مسیحیت به دین رسمی امپراتوری روم تحت امپراتور تئودوسیوس اول تبدیل شد و تأثیر آن را بیشتر تقویت کرد.
در طول قرون وسطی، مسیحیت به شاخه‌های مختلفی تکامل یافت، که مهم‌ترین آن‌ها کاتولیکیسیم رومی و ارتدوکسی شرقی بود. اصلاحات پروتستانی در قرن شانزدهم، که توسط شخصیت‌هایی مانند مارتین لوتر و ژان کالون آغاز شد، به چالش کشیدن شیوه‌ها و آموزه‌های کلیسای کاتولیک پرداخت و منجر به شکل‌گیری بسیاری از فرقه‌های پروتستان شد.
در دوران مدرن، مسیحیت به رشد و تنوع خود ادامه داده و جنبش‌های مهمی مانند انجیلی‌گری و پنطیکاستیسم در قرن نوزدهم و بیستم ظهور کردند. امروزه، مسیحیت یک دین جهانی با بیش از دو میلیارد پیرو است که شامل دامنه وسیعی از باورها و شیوه‌ها می‌باشد و نقش حیاتی در عرصه‌های فرهنگی، اجتماعی و سیاسی در سراسر جهان ایفا می‌کند.

### تاریخ‌شمار ابتدای مسیحیت
- ۳۳ میلادی

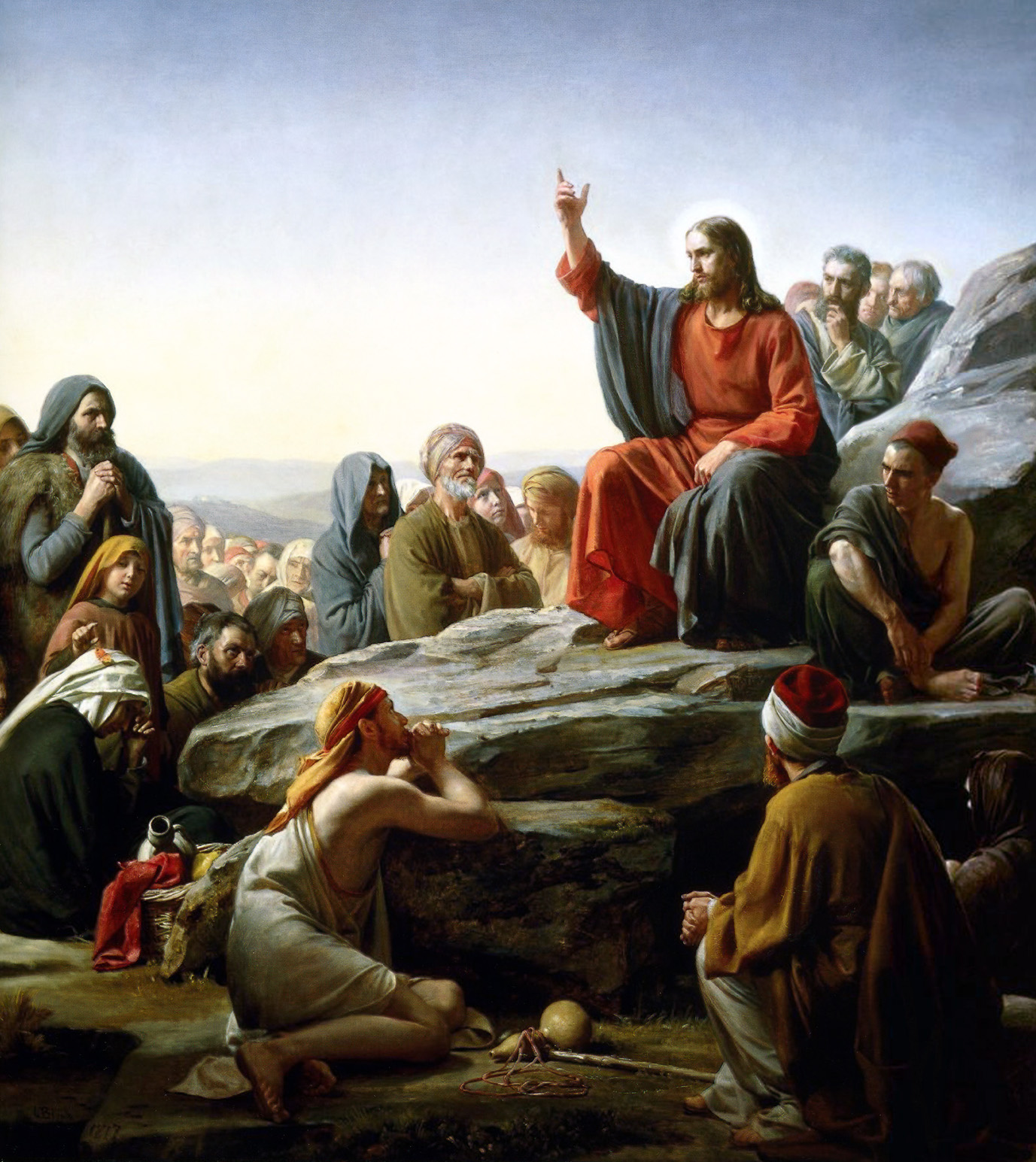
موعظهٔ بالای کوه عیسی

عیسی که به عنوان یک موعظه‌گر یهودی شناخته شده بود، از سوی مقامات رومی و روحانیون یهودی که آموزه‌های او را تهدیدی علیه خود می‌پنداشتند، محاکمه و مصلوب شد.
- ۳۷ میلادی

پولس که یهودی و اهل تارسوس (شهری واقع در ترکیه امروزی، که جزو یونان قدیم بود) بود، در روبه‌روشدنی فراطبیعی با عیسی‌مسیح در جادهٔ دمشق، به مسیحیت می‌گرود و مأموریت‌ش را برای تبلیغ و مسیحی کردن غیریهودیان، آغاز کرد.
- ۴۲ میلادی

شمعون ملقب به پطرس (از حواریون مسیح) که در ابتدا یهودی بود و پس از ایمان و پیروی از عیسی‌مسیح، نخستین جامعهٔ مسیحی را در رم بنیان گذاشت. مسیحیان کاتولیک و ارتودوکس، پطرس را به عنوان نخستین پاپ گرامی می‌دارند.
- ۴۸ میلادی

شورای رسولان تشکیل شد. برخی از مبلغان مسیحیت، شرط مسیحی شدن را یهودی بودن می‌دانستند. در این شورا قرار بر این شد که مسیحیان یهودی با گرویدن غیریهودیان مخالفت نکنند. توضیح اینکه عیسی‌مسیح و تمامی ۱۲ حواری و سایر پیروان نخستین او، همگی یهودی بودند. اما عیسی‌مسیح به حواریون و شاگردان خود آموخته بود، تا پیام انجیل را به تمامی قوم‌ها و ملّت‌ها (یهودی و غیریهودی) اعلام کنند. همین موضوع سؤالاتی را برای نخستین مسیحیان ایجاد کرده بود که خود همگی اصالتاً یهودی بودند و در خصوص پذیرش یا عدم پذیرش یا نحوهٔ پذیرش غیریهودیان در جامعهٔ مسیحی نظرات متفاوتی داشتند.
- ۶۴ میلادی

مسیحیان، به‌دنبال آتش‌سوزی رم متهم شدند. نرون، در تلاش برای دوباره به‌دست آوردن محبوبیت، آنان را شکنجه و آزار می‌داد. پطرس قدیس و پولس قدیس در این بازهٔ زمانی توسط نرون کشته شدند.
- ۷۰ میلادی

رومیان، اورشلیم (بیت‌المقدس) را پس از شورش یهودیان علیه حکومت آنان، شدید تخریب می‌کنند. بسیاری از یهودیان از اورشلیم اخراج می‌شوند. مسیحیان در این شورش علیه رومیان شرکت نمی‌کنند. رم، کانون حرکت‌های روبه‌رشد مسیحی شد.
- ۳۰۱میلادی

تیرداد سوم، از پادشاهان ارمنستان، ۳۰۱ میلادی مسیحیت را در ارمنستان رسمی و آزاد اعلام کرد، که حدود ۱۲ سال زودتر از آزاد اعلام شدن دین مسیحیت در امپراتوری روم بود.
- ۳۰۴ میلادی

جوامع مسیحی در اطراف مدیترانه جمع شده و تا بریتانیا و درهٔ نیل در مصر گسترش یافت.
- ۳۱۳ میلادی

امپراتور کنستانتین کبیر ممنوعیت دین مسیحیت را لغو کرد. باید توجه داشت، که امپراتور کنستانتین مسیحیت را دین رسمی مملکت روم اعلام نکرد، بلکه صرفاً ممنوعیت آن را لغو کرد، به این معنی که مسیحیت می‌توانست در کنار سایر آئین‌های قانونی در روم، فعالیت داشته باشد. هرچند در طی سه قرن پیش از آن، و با وجود ممنوعیت و گاه حتی شکنجه و آزار مسیحیان، شمار قابل توجهی از شهروندان روم پیرو دین مسیحیت شده بودند. مسیحیت برای نخستین بار حدود ۶۰ سال بعد به عنوان دین رسمی روم اعلام شد.
- ۳۲۵ میلادی

نخستین گردهمایی رهبران کلیسای مسیحی برای تبیین عقیده‌های مسیحیت و سازمان‌دهی جامعهٔ مسیحی در نیقیه تشکیل شد. اعتقادنامهٔ حواریون با اعتقادنامهٔ نیقیه (مجموعه‌ای از باورهای پایه‌ای اعتقادی مسیحیان) نوشته می‌شود. بعد از تعریف و پذیرش این اعتقادنامه، فرقه‌ها و کسانی که الوهیت مسیح را نمی‌پذیرفتند (مانند آریوس)، بدعت شناخته شدند.
این گردهمایی با حضور امپراتور کنستانتین و با هدف اتحاد الهیاتی/اعتقادی مسیحیان انجام شد. برای وی از نظر دینی/الهیاتی اهمیتی نداشت که نظریۀ کدام دسته از مسیحیان پذیرفته می‌شود. کنستانتین صرفاً به دنبال متحد کردن مسیحیان و سپس استفادۀ ابزاری از ایشان در جهت منافع حکومتی خود از جمله نظامی یا غیره بود. 
- ۳۳۰ میلادی

روم جدید در بیزانس از سوی کنستانتین پایه‌گذاری، و دوباره به کنستانتینوپول (استانبول کنونی)، نام‌گذاری، و پایتخت امپراتوری مسیحی شد.
- ۳۸۱–۳۹۱ میلادی

در طول حکومت امپراتور تئودوسیوس، مسیحیت، دین رسمی امپراتوری روم می‌شود. پیروان غیرمسیحی، کافر، و بدعت‌گذاری در مسیحیت (افکار مخالف دیدگاه‌های مسیحیت)، غیرقانونی دانسته‌شد.

### گسترش مسیحیت
مؤسسهٔ Business Insider گاهشماری تصویری از گسترش مسیحیت را در سال ۲۰۱۵ منتشر کرد. (تماشای ویدئو)

### پیشینهٔ مسیحیت اولیه
شالودهٔ مسیحیت به قرن یکم میلادی و یهودیت برمی‌گردد که از سوی عیسی ناصری (مسیح) پایه‌گذاری شد. مسیحیت آغازین به سه دوران عیسی و رسالت (Jesus and Apostolic period) پدران اولیهٔ کلیسا (Apostolic Fathers period) و دفاعیات (Apology) تقسیم می‌شود. این سه دوره، بازهٔ زمانی ۴۰۰ ساله‌ای را در بر می‌گیرند که از ۳۰ میلادی با پیامبری مسیح آغاز شده و در اواخر قرن ۴ میلادی به پایان می‌رسد.
در قرن نخست مسیحی و در نخستین دهه‌های پس از مسیح، کشمکش الهیاتی میان مسیحیان درگرفت، که پایان نیافت و در سده‌های دوم و سوم بیشتر فرقه‌ای شد. در میان طرف‌های درگیر، برخی پولس و نظام الهیاتی او را از بنیان قبول نداشتند؛ مانند ابیونی‌ها و ناصریان که همچنان به یهودیت (دین موسی) پای‌بند بودند.

#### عیسی
این دوره، ۷۰ سال نخست سده میلادی و پیامبری عیسی از ۳۰ میلادی را در بر می‌گیرد. پس از به صلیب کشیده شدن عیسی در ۳۳ میلادی به‌دست پنطیوس پیلاطس، حواریون وی از جمله پطرس، متی و یوحنا به مژده و گسترش این دین پرداختند. از جمله آثاری که در این زمانه به‌نگارش درآمده‌اند، انجیل‌های متی، مرقس، لوقا و یوحنا و رساله‌های حواریون هستند که در روزگار دفاعیات مسیحی (۱۵۰–۴۰۰ میلادی) به صورت یک گروه و با فرنام عهد جدید گردآوری شدند. این گِردایه با نام انجیل نیز شناخته می‌شود.

#### روزگار پدران نخستین کلیسا
پدر کلیسای نخستین، بیشتر کسانی به‌شمار می‌آیند که در روزگار پیامبری زیسته و پس از مرگ پیام‌آوران (حواریون) رسیدگی به کلیسا و رهبری آن را بردوش گرفته‌اند. این پدران، قدیس کلمنت که به‌عنوان پلی میان روزگار رسولی و پدران نخستین کلیسا برشمرده می‌شود، ایگناتویس شهید (میانه‌های سده ۱ تا آغاز سده ۲ م) اسقف انطاکیه و شاگرد یوحنای حواری، پلیکارپ شهید (۶۹–۱۵۵ م) شاگرد یوحنای رسول، و کشیش هرماس هستند. کهن‌ترین نوشته از این روزگار رسالهٔ نخست کلمنت است. همچنین هفت رسالهٔ ایگناتیوس، رسالهٔ پلیکاپ به فیلیپیان، رساله دوم کلمنت و رسالهٔ کشیش هرماس از دیگر آثار این زمانه هستند.

#### ناهم‌سویان
از دیدگاه پاگان‌ها (بت‌پرستان و کسانی که خدایان بیشمار را می‌پرستیدند)، نخستین گروه مسیحیان، دودل بودند. فرنود این مسئله آن بود که آنان گمان می‌کردند مسیحیان برای برگزاری «جشن‌های دوستی» و آدم‌خواری، نشست‌های نهانی برپا می‌سازند. چرا که گوشت جانوران قربانی در پرستش‌گاه پاگان‌ها (کافران بت‌پرست) را نمی‌خریدند و در شادمانی‌های همگانی ددمنشانه، انبازی (مشارکت) نمی‌کردند. یهودیان و به‌ویژه آیین‌مداران یهودی، از ناهم‌سویان رده نخست مسیحیت و گسترش آن به‌شمار می‌رفتند. آیین‌مداران یهودی در بخش یهودیه و دیگر سرزمین‌های یهودی‌نشین آن زمان، تنها نیروهای آیین‌مند و پذیرفته سیاسی به‌شمار می‌آمدند، که تعالیم مسیح و کارهای او در آغاز، آن‌ها را شگفت‌زده می‌کرد. این آموزه‌ها، در مذهب پذیرفته‌ای که سال‌ها میان مردم آن منطقه رواج داشت و از پایه‌های نیروی سیاسی آیین‌مداران به‌شمار می‌آمد، کلی و ریشه‌ای، تردید می‌کرد. همچنین این آموزه‌ها، بسیاری از آیین‌ها و قوانینی را که روحانیان یهودی تنها برای نگهداری و استوار کردن نیروی‌شان و درست‌انگاری نیاز به روحانیان، با آیین یهود آمیخته بودند، از ارزش می‌انداخت. نگرانی‌هایی که این‌ها در میان قدرت‌مندان یهود برانگیخت، دست‌آویزی شد که به رویارویی با آموزه‌های مسیح برخیزند. دولت آن سرزمین، که به‌دست قیصر روم گماشته می‌شد، به‌سبب نفوذ داشتن بیشتر در میان مردم، نگه‌بانی از یک‌پارچگی منطقه و جلوگیری از آشوب، با روحانیون یهود که قدرت سیاسی و معنوی داشتند، رابطه‌ای دوسویه و هم‌دلانه داشت. مأموران دولتی برای حفظ امنیت، با مشورت روحانیان، گه‌گاه مسیحیان را آزار می‌دادند. بسیاری از مسیحیان شکنجه شده و مردند. اما، برخلاف شکنجه و آزار فراوان، مسیحیت به گسترش ادامه داد.

### کنستانتین
۳۱۲ میلادی، کنستانتین، که به‌سوی روم می‌رفت تا آن را از رقیب پس بگیرد، اعلام کرد که نشان مسیحی را در خورشید دیده است و جملهٔ «شما با این نشان پیروز خواهید شد»، را به لاتین روی آن خوانده است. ارتش کنستانتین، روی پل میلویان روی رودخانهٔ تیبر پیروز شد. کنسنتانتین در نهایت دین مسیحیت را از ممنوعیت خارج و آن را در کنار سایر مذاهب رومی، آزاد اعلام کرد. کنستانتین، در سال ۳۲۵ م. شورایی را در ننقیه بنا نهاد که در آن نزدیک به ۳۰۰ اسقف شرکت کردند. در این شورا، روی عهدین (عهد عتیق و عهد جدید{انجیل}) بررسی جامعی شد. تلاش‌های این شورا سرانجام به بیرون آمدن مفاهیم پایه‌ای «ایمان مسیحی» انجامید. این مفاهیم پایه با عنوان «اعتقادنامه نیقیه» در دست‌رس همگان قرار گرفت.

### مسیحیت در اروپا و امپراتوری روم

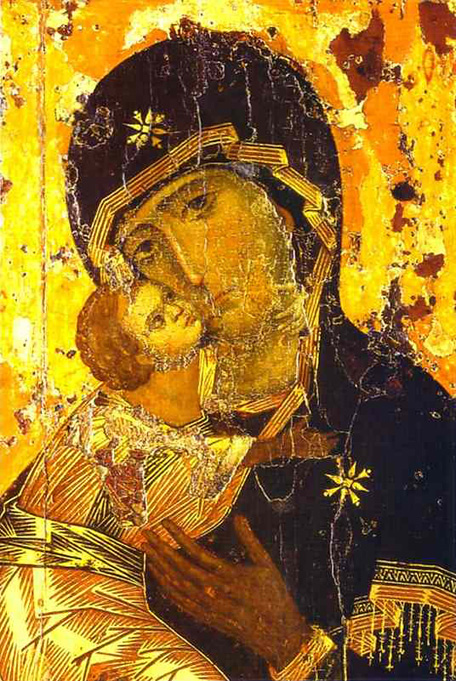
مریم مقدس و عیسی

مسیحیت به تدریج در اروپا محبوبیت و گسترش یافت. در ابتدا حضور پطرس و پولس در زندان رُم و برخی دیگر از همراهان ایشان می‌توانسته بسیار تأثیرگذار باشد، تا حدی که تعداد مسیحیان تا دههٔ ۶۰ میلادی در رُم به تعداد قابل توجهی بود که نرون، قیصر روم، پس از فاجعهٔ آتش‌سوزی شهر رُم، مسیحیان را به عنوان مقصرین آتش‌سوزی شهر معرفی کرد و پس از آن دست به اعدام گروهی بسیاری از مسیحیان شهر زد و احتمالاً در همان زمان نیز بود که پطرس و پولس نیز توسط نرون اعدام شدند. تعقیب و دستگیری مسیحیان به مدت سه قرن ادامه یافت که در همین مدت بر شمار مسیحیان افزوده می‌شد. نهایتاً در قرن چهارم میلادی در سال ۳۱۳ میلادی، کنستانتین، امپراتور روم، دین مسیحیت را به عنوان یک دین مجاز در مملکت روم آزاد اعلام کرد.

#### پس از سقوط امپراتوری روم غربی
پس از سقوط امپراتوری روم غربی به‌دست قبایل وحشی ژرمن در ۴۷۶ میلادی، برخی مردمان، به وحشی‌گری‌های اطراف‌شان تن نداده، از آن کنار کشیدند و جداگانه صومعه‌هایی تشکیل دادند. گویا اقوام وحشی که کم‌وبیش به دین‌داری این مردمان احترام می‌گذاشتند، آن‌ها را به حال خود رها کردند. این صومعه‌ها در دنیای پراضطراب اطراف‌شان، جزایر آرام و بی‌دغدغه‌ای بودند که در میانه دریایی پرخروش بودند. این مسیحیان، در جامعه‌ای که پر از خشونت شده‌بود، روزگار را به اندیشه می‌گذراندند. باور بر این بود که دعای آنان به حال مردمان سراسر جهان سودمند است و طرز زندگی آنها کافی است که مردمان خودسر و شرور را شرم‌گین سازد. در واقع کلیسا بود که مردم نامتمدن را به زندگی بهتر رهنمون شد و مردم وحشی اروپا از راه کلیسا قدم در شاه‌راه تمدن گذاشتند.
اسقف‌ها، سران دِیر و رُهبانان، همگی، رم را محترم می‌شمردند زیرا در آنجا بود که پطرس، اولین حواری عیسی، کشته شد. همچنین، چون امپراتوری روم غربی دیگر نبود، اسقف رم دولت و خدمات عمومی را در دست گرفت؛ بنابراین، هیچ دولت یا نیرویی بر اسقف این شهر، که بر مسیحیان برتری داشت، ناظر و حاکم نبود. اما در امپراتوری روم شرقی، بطریق‌ها زیر نفوذ امپراتور روم شرقی بودند و بنابراین رسم شد که امپراتور را هم خلیفهٔ روحانی بشمرند و هم عالی‌ترین مرجع در امور دنیوی؛ اما در دنیای غرب، استقلال اسقف رم به اصلی انجامید که آن را عموم روحانیون غرب پذیرفتند و آن جدایی نهاد دینی از نهاد دولت و امور دنیوی بود. این‌گونه، پایه قدرت پاپ ریخته‌شد.

#### تأثیر مذهب مسیح بر تمدن رومی-غربی
عیسی پایهٔ دین خود را بر اخلاق شخصی و اهمیت فرد گذاشت و هدف بهبود جامعه از راه اصلاح افرادش را تعقیب کرد. تا آن‌زمان، فرد در جامعه تحت‌الشعاعِ و محوِ دولت بود؛ از این‌رو، فکر مسیح که هریک از افراد مردم ممکن است باعث نجات خویش گردد تازگی داشت. تأکید او در مهربانی و همدردی و فداکاری و برادری تمام بشر مسئلهٔ ملیت را از بین برد؛ تعلیم ایمان به بازگشت و رستاخیز و زندگی واپسین موجب شد که همه متوجه عالم عقبی و بی‌اعتنا بدین دنیا شوند و، در نتیجه، نفوذ و اهمیت دولت و جامعه درنظرشان تقلیل یابد. دین مسیح فکر یگانگی خدا را از یهودیت گرفت و به‌واسطهٔ محدود نکردن خدای یکتا به طایفه و عشیرهٔ معینی همه‌کس توانست او را قبول کند و ابتدا به تمام امپراتوری روم غربی و از آنجا به روسیه و نقاطی که بعدها جزئی از قلمرو اسلام شد و سپس آمریکا رسید. فکر رستاخیز مردم را به‌فکر زندگانی آینده انداخت و این اندیشه را، که تا آن زمان معمول نبود، رواج داد. در نتیجه، امیدواری برای بشر پیدا شد و همین امیدواری و نیرومندی در قرن پنجم، که هجوم قبایل ژرمن آغاز گردید، مانع محو شدن تمدن و خرابی کامل غرب شد و در قرون تاریک وسطی مایهٔ روشنایی و موجب تحریک به‌کار و ادامهٔ حیات بود. سازمان دین مسیح نیز باعث شد که کلیسا جای دولت‌ها و حکومت‌ها قرار گیرد و به‌واسطهٔ نفوذ روحانی و معنوی‌اش در مقابل طوایف وحشی و مهاجم سدی باشد.

#### اسکاندیناوی
گفته می‌شود تلاش مبلغان برای مسیحی‌کردن این سرزمین، چندان نتیجه نداده، بلکه مسیحیت از راه وایکینگ‌ها که برای به‌دست آوردن غنیمت، به سرزمین‌های دیگر اروپایی حمله می‌بردند، به اسکاندیناوی رسیده است. البته تجارت میان اسکاندیناوی و سرزمین‌های مسیحی، از جمله شمال فرانسه، نیز نقش به‌سزایی داشت، به‌گونه‌ای‌که بیشتر مسیحی‌شدگان نخستین اسکاندیناوی، تاجران بودند و نخستین اجتماع مسیحیان در شهر تجاری بیرکا پدید آمد. البته این به آسانی نبود، بلکه با مقاومت پاگانیسم، به‌تدریج و در سه سده روی داد. سازمان‌مند بودن مسیحیت و منسجم نبودن عقیده‌های پاگانیسم و تجزیه و نابودی عقیده‌های پیشین مردم اسکاندیناوی را می‌توان دلیل پیروزی نهایی دین جدید دانست. از طرفی مسیحیت همه ویژگی‌های مقدس عقیده‌های پیشین، به‌ویژه آن‌ها که به نفع پادشاهان بود، از جمله قربانی کردن، را نفی نکرد. طوری‌که یکی از حاکمان ایسلند، بااین‌که به مسیحیت گرویده‌بود، گاهی همچنان از خدای ثور کمک می‌خواست.

## ماهیت آخرالزمانی مسیحیت اولیه
هشدارهای آخرالزمانی عیسی در اناجیل به دو دستهٔ صریح و ضمنی تقسیم می‌شوند. در آیاتی عیسی به صراحت نزدیکی و فوریت آخرالزمان را اعلام کرده‌است. در مرقس ‎۱۳:۲۴–۲۵ پیشگویی شده که ستارگان از آسمان فرو خواهند ریخت و افلاک متزلزل خواهند شد، سپس پسر انسان سوار بر ابرها خواهد آمد، فرشتگان به هر سو منتخبان را گرد خواهند آورد. در ۱۳:۳۱ گفته که آسمان و زمین زائل خواهند شد. آیه قبلی (۱۳:۳۰) تأکید کرده که همهٔ این‌ها در زمان حیات حواریونش رخ خواهند داد. اشارهٔ صریح دیگر، ۹:۱ در مرقس است که عیسی می‌گوید برخی از شاگردانش قبل از دیدن ملکوت خدا نخواهند مرد. در متی ۱۰:۲۳، عیسی خبر می‌دهد که پسر انسان تا پیش از اینکه حواریون در شهرهای اسرائیل پیام او را تبلیغ کنند، ظهور خواهد کرد.
موارد فوق، آیاتی هستند که زمانی برای آخرالزمان مشخص کرده‌اند. غیر از این‌ها، مطالبی وجود دارد که به آخرالزمان اشاره شده، ولی فقط به فوریت آن دلالت دارند و زمانی تعیین نکرده‌اند. در مرقس ۱:۱۵، عیسی هشدار می‌دهد که «وقت تمام شد و ملکوت خدا نزدیک است.» در لوقا ‎۱۸:۱–۸ خبر داده شده که پسر انسان به زودی منتخبان را گرد خواهد آورد. اعتقاد عیسی به نزدیکی پایان جهان، به آنچه یحیی تبلیغ می‌کرده هم شباهت دارد. یحیی در همین انجیل (۳:۹) می‌گوید «تبر بر ریشهٔ درختان نهاده شده‌است.» همچنین سه آیهٔ دیگر در مرقس (۸:۳۱؛۹:۳۱؛ ۱۰:۳۴) نشان می‌دهند که عیسی معتقد بوده بعد از مرگ ناعادلانه‌اش، عقوبت الهی به سرعت روی خواهد داد.
اشارات ضمنی مستقیماً به آخرالزمان اشاره ندارند، ولی آن را در پس زمینه محفوظ داشته‌اند. متی در ‎۲۴:۲۷–۲۸ و ۳۷–۴۱ از قول عیسی می‌گوید پسر انسان به زودی برای قضاوت خواهد آمد. نحوهٔ بیان این سخن به گونه‌ای است که به نظر در طول حیات حواریون اتفاق می‌افتد. در برخی از اعتقادات عیسی که در اناجیل حفظ شده، مثل ‎۱۲:۱۸–۲۷، به نظر می‌رسد به رستاخیزی اشاره دارد که در آن یهودیانِ خارج از اسرائیل، به ارض موعود باز خواهند گشت. عیسی به حواریونش وعده می‌دهد که اسباط اسرائیل را داوری خواهند کرد؛ با توجه به اینکه او دوازده حواری انتخاب کرد و اسباط اسرائیل نیز دوازده تا بودند، ظاهراً نشان می‌دهد او در انتظار آینده‌ای بوده که با پایان جهان، قوم اسرائیل از نو زنده شود. او همچنین هشدار می‌دهد که «این نسل» برای تمام خون‌های ریخته شده در تمام تاریخ—از هابیل تا زکریا—مجازات خواهد شد. در دسته‌ای دیگر از آیات، به نظر می‌رسد تصور شده که آخرالزمان در همان دورهٔ حیات عیسی آغاز شده‌است، مثلاً ‎۴:۲–۳۲ در مرقس.

## عهدین
عهدین، مجموعه‌ای از ۶۶ کتاب است. مسیحیان معتقدند خدا از ۴۰ مرد باایمان برای نگارش آن بهره گرفت. حدود ۳۵۰۰ سال پیش، موسی پنج کتاب اول این مجموعه را نوشت و بیش از ۱۹۰۰ سال پیش، یوحنا آخرین کتاب آن را به پایان رساند. نویسندگان عهدین، عقیده‌های یهوه (خدا) را که از راه روح مقدس‌ش با آنان ارتباط برقرار کرد به نگارش درآوردند. (۲سموئیل ۲۳:۲) پس نویسنده عهدین، یَهُوَه است._۲تیموتائوس۳ :۱۶
عهدین شامل «عهد عتیق» نوشته‌های عبری و «عهد جدید» نوشته‌های یونانی است.

### عهد عتیق
نام این بخش از عهدین، یعنی «عهد عتیق»، دو معنی دارد؛ یکی دوره زمانی و دیگری، پیمان. عهد عتیق، به پیمانی اشاره می‌کند که خداوند با ابراهیم بست. این پیمان، این بود که خداوند او را برگزید تا نخستین انسان پس از آدم باشد که با او ارتباط نزدیک برقرار می‌کند و او نیز به خداوند ایمان بیاورد. خداوند همچنین وعده درازی نسل به او داد، که چندی بعد، از راه اسحاق (همان پسر که یهودیان و مسیحیان عقیده دارند ابراهیم او را برای قربانی کردن به کوه برد) به حقیقت پیوست. خداوند همچنین نشانه‌ای برای این پیمان مقرر کرد که آن، بریدن بخشی از پوست آلت مردانه (ختنه) است. این بخش از عهدین شامل شرح چگونگی آفرینش جهان و انسان و سپس شرح زندگی و ارتباطات روحانی نخستین پیامبران از ابراهیم به بعد است.
این بخش، با کتاب پیدایش شروع می‌گردد و پس از چند بخش که توضیحاتی دربارهٔ زندگی پیامبران پس از ابراهیم داده می‌شود، تورات و سپس کتاب‌های پیامبران پس از موسی را شامل می‌شود. دو بخش نیز به اشعار دو پیامبر، داوود و سلیمان، می‌پردازد. این دو کتاب به‌ترتیب «مزامیر داوود» و «امثال سلیمان» نام دارند. بخش قابل‌توجهی از اشارات به آمدن مسیح در آینده، در مزامیر داوود، که گفت‌وگوی داوود با خداوند و سخنانی که داوود به هدایت روح و وحی خداوند می‌گوید (بیش از ۵۰۰ قطعه شعر)، آمده‌است. عهد عتیق، شامل ۵۰ کتاب است.

### عهد جدید

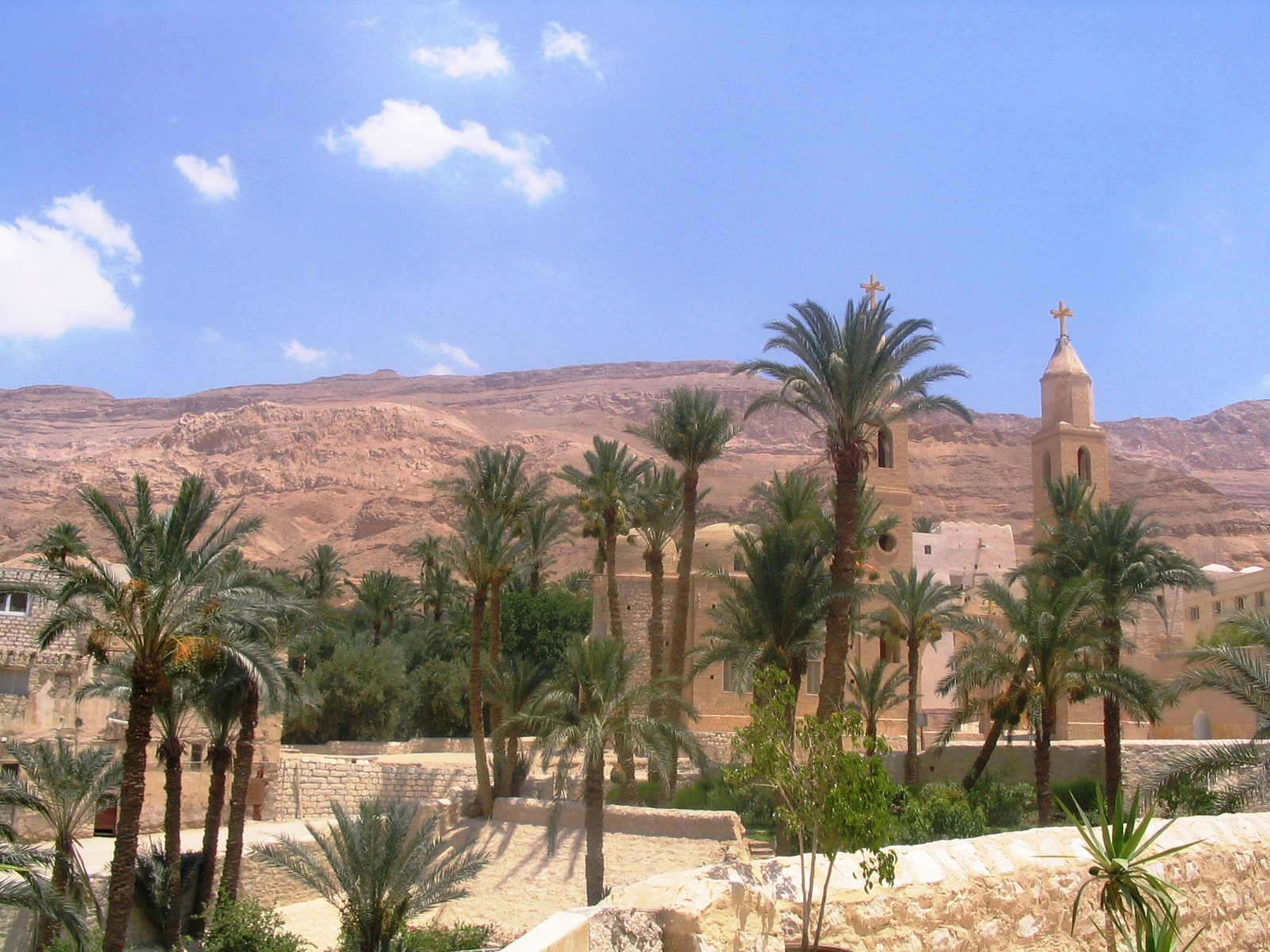
صومعهٔ سنت آنتونی، قدیمی‌ترین صومعه مسیحی در جهان است و در کشور مصر واقع شده‌است.

عهد جدید نیز همانند عهد عتیق، به یک پیمان اشاره می‌کند که آغازگر دوره جدیدی از ارتباط خداوند و انسان است. مفهوم این پیمان برداشتن شریعتی که خداوند به وسیله موسی مقرر کرده بود از زندگی بشر و بخشش کلیه گناهان انسان به وسیله ایمان به خداوند بود. نشانه و در حقیقت اصل محوری این پیمان بخشش کلیه گناهان نوع بشر (از آغاز تا پایان جهان) به واسطه قربانی شدن عیسی مسیح (یعنی صورت بشری خداوند) است.
این بخش شامل کتاب‌های زیر است (۲۷ کتاب):
- چهار انجیل که به‌وسیله چهار حواری (رسول) مسیح نگاشته شده یعنی اناجیل «متی»، «مرقس»، «لوقا» و «یوحنا»؛
- کتاب «اعمال رسولان» شامل سرگذشت رسولان پس از عروج عیسی به آسمان
- نامه‌های پنج تن از حواریون مسیح یعنی «پولس»، «پطرس»، «یعقوب»، «یوحنا» و «یهودا» به اقوام مختلف غیر یهودی و یهودی
- کتاب «مکاشفهٔ یوحنا»

توضیح اضافی: در میان دوازده رسول (حواری) مسیح، دو «یهودا» وجود داشت که یکی از آنان مشهور به «یهودای اسخریوطی» به خاطر چند سکه نقره، مسیح را تسلیم کرد.

## عهد جدید

### اناجیل چهارگانه
چهار انجیل در واقع چهار روایت از زندگی عیسی مسیح است. این چهار کتاب که توسط چهار تن از حواریون مسیح نگاشته شده، دارای قسمت‌های مشترک بسیاری هستند اما تفاوت‌هایی نیز دارند. مسیحیان این چهار کتاب را «مانند چهار تصویر از مسیح ولی از زوایای مختلف» توصیف می‌کنند.

### کتاب اعمال رسولان
پس از قیام عیسی مسیح از مردگان (زنده شدن دوباره او) و سپس عروج او به آسمان، برای رسولان او (حواریون) و سپس شاگردان مسیح (که بعدها مسیحی نامیده شدند)، اتفاقات زیادی رخ داد. از آن جمله‌است:
- پیوستن «متیاس» به جمع حواریون (که پس از خودکشی یهودای اسخریوطی یازده نفره شده بودند)
- نازل شدن روح القدس در روز عید پنتیکاست (یکی از اعیاد یهودیان) بر ۱۲ حواری مسیح
- شهادت «استیفان» یکی از شاگردان وفادار مسیح (سنت استفان)
- ماجرای ایماندار شدن پولس قدیس و آغاز مأموریت بشارتی او برای غیر یهودیان
- شرح این حوادث در کتاب اعمال رسولان و به دست «لوقا» (یکی از حواریون مسیح و نویسنده یکی از اناجیل چهارگانه) نگاشته شده‌است.

### رساله (نامه)های حواریون مسیح

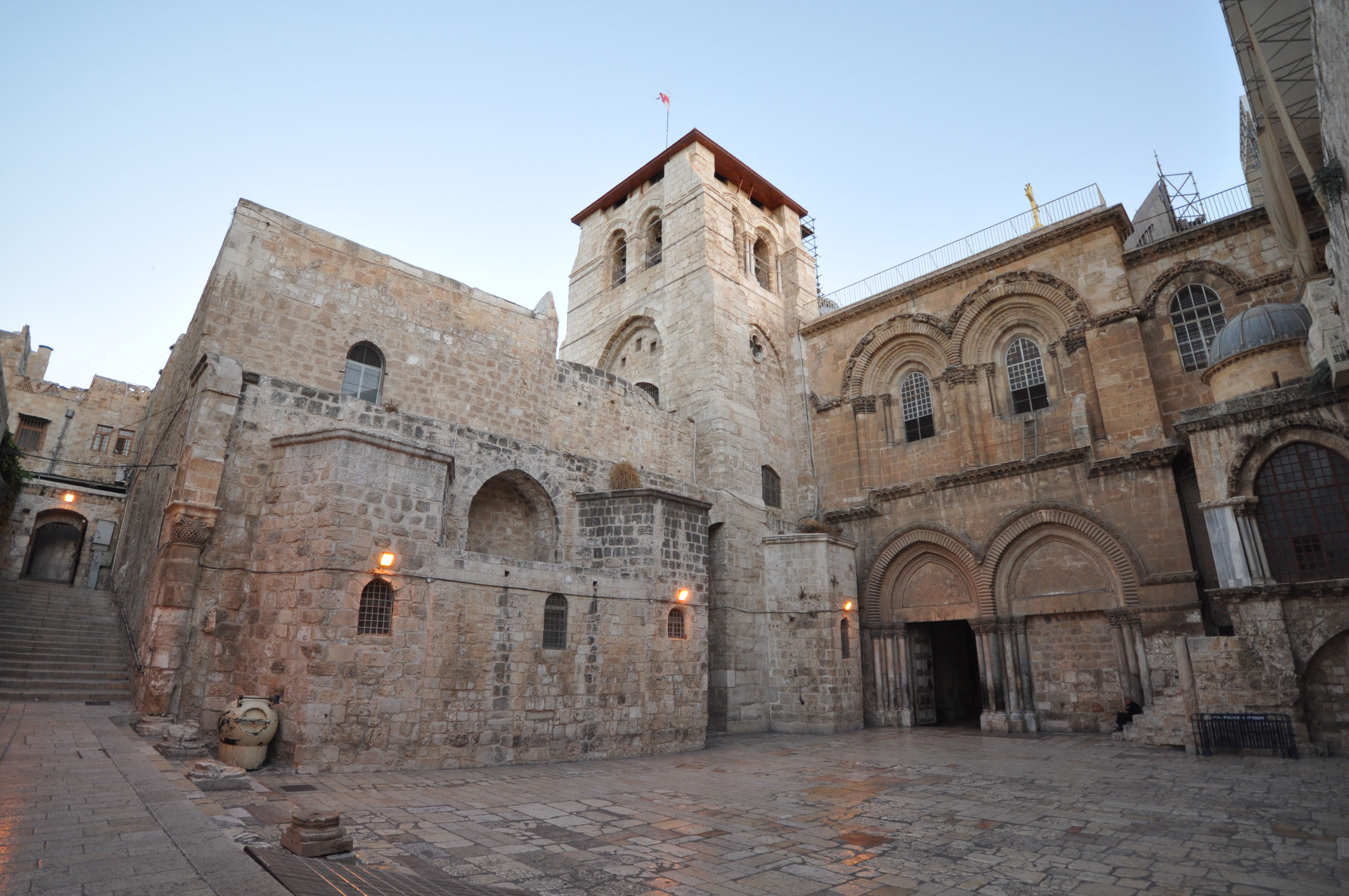
کلیسای مقبرهٔ مقدس در اورشلیم، یکی از مقدس‌ترین اماکن مذهبی مسیحیان است.

نوایمانان مسیحی و کلیساهای جدیدالتأسیس در ابتدای گسترش مسیحیت، به خاطر نبودن راهنمایی‌های ایمانی لازم و وجود مخالفان بسیار، دچار مشکلات عمده‌ای می‌شدند. از آن جمله‌است: مسائل مربوط به مراسم نیایش و چگونگی برگزاری آن، پیدایش پیشوایان دروغین، آزار و اذیت و شکنجه و تهدید و حتی قتل ایمانداران توسط متعصبین یهود یا بت‌پرستان وسایر فرقه‌های مذهبی و گاهی مأموران رومی و از این دست… هدف از نگارش این نامه‌ها هدایت این نوایمانان، یادآوری و تبیین مفاهیم کتاب‌مقدس و مطلع شدن از رویدادهای مناطق مختلف بود.
این کتاب حاوی بخش‌های زیراست:
- رساله‌های پولس به: رومیان، اول قرنتیان، دوم قرنتیان، غلاطیان، افسسیان و…
- رسالهٔ یعقوب
- رساله‌های پطرس بایگانی‌شده  در ۲۸ اوت ۲۰۰۷ توسط Wayback Machine
- رساله‌های یوحنا بایگانی‌شده  در ۲۸ اوت ۲۰۰۷ توسط Wayback Machine
- رسالهٔ یهودا

### کتاب مکاشفهٔ یوحَنّا
این کتاب شرح سفری است که یوحنای قدیس در رؤیا و به هدایت روح‌القدس در آن به عرش خداوند دارد و در آن به توصیف عرش خداوند و جایگاه مسیح و پیش‌بینی وقایع آخر الزمان می‌پردازد.

## گرایش‌های مسیحی
مسیحیت به‌طور کلی شامل سه گرایش بزرگ کاتولیک (Catholic) ارتودوکس (Orthodox) و پروتستان (Protestant) است که اعتقاد بر تثلیث دارند. لازم است ذکر شود که تثلیث به معنای سه‌گانه پرستی و سه‌خدایی نیست، بلکه تفسیری از یکتاپرستی (خدای یگانۀ تثلیث) است. مسیحیان دیگری نیز هستند که تحت عنوان مسیحیان توحیدی (Uniterian) شناخته می‌شوند که تفسیر تثلیثی را تفسیری نادرست از کتب عهد جدید (شامل انجیل و رساله‌های رسولان مسیح) می‌دانند. در هر صورت تمام گرایش‌های مسیحیت، طبق فرمان انجیل، یکتاپرستی را مهم‌ترین دستور الهی و محبت به انسان‌ها را دومین دستور مهم الهی می‌دانند همچنین مسیحیت باور به خدای یکتا و عیسی مسیح را که او فرستاده، راه رسیدن به حیات جاویدان معرفی می‌کند. باور به یکتاپرستی همچنین در سایر کتب عهدجدید مورد تأکید است.

## برآورد جمعیتی سال۲۰۲۰
۴۶٫۸٪ جمعیت ۲٬۲۶۸٬۸۶۰٬۰۰۰ نفری مسیحیان به‌ترتیب بیشترین جمعیت، در ۱۰ کشور ایالات متحده آمریکا، برزیل، مکزیک، فیلیپین، روسیه، نیجریه، جمهوری دموکراتیک کنگو، اتیوپی، آفریقای جنوبی و ایتالیا متمرکز است.مسیحیان ٪۲۸٫۸ جمعیت جهان را تشکیل می‌دهند.ایالات متحده بیش از ۲۱۰٬۰۰۰٬۰۰۰، برزیل بیش از ۱۶۰٬۰۰۰٬۰۰۰، مکزیک بیش از ۱۱۰٬۰۰۰٬۰۰۰، فیلیپین و روسیه هرکدام بیش از ۱۰۰٬۰۰۰٬۰۰۰، نیجریه و کنگو هرکدام بیش از ۹۰٬۰۰۰٬۰۰۰، اتیوپی بیش از ۷۰٬۰۰۰٬۰۰۰، آفریقای جنوبی بیش از ۵۰٬۰۰۰٬۰۰۰، و ایتالیا بیش از ۴۰٬۰۰۰٬۰۰۰ مسیحی را در خود جای داده‌اند.

## دیدگاه‌های مختلف در خصوص مسیحیت
فریدریش نیچه، زبان‌شناس و منتقد آلمانی، که از سرسخت‌ترین منتقدان مسیحیت به‌شمار می‌آید، دو دین مسیحیت و بودائیت را به‌سبب آنچه «حمایت از نوع پست و ضعیف انسان» می‌خواند به نقد کشانده‌است:
«هنگامی که دین‌ها نخواهند وسایلی برای تربیت و پرورش در دست فیلسوف باشند، بلکه بخواهند خود فرمانروا باشند، هنگامی که غایت آخرین باشند، نه وسیله‌ای در میان دیگر وسایل، ناگریز باید غرامتی سنگین و هولناک پرداخت. در میان آدمیان نیز، مانند هر یک از دیگر جانوران، ناکامان، بیماران و پَست‌زادان و سست‌بنیادان و دردمندان بیچاره فراوانند و [...] در واقع این دو دین، به نام دین دردمندان، اصل را بر این گذاشته‌اند که جانب چنین موجوداتی را بگیرند، این دو دین حق را به کسانی می‌دهند که از زندگی همچون بیماریی رنج می‌برند و [...]. دین‌هایی که تاکنون بوده‌اند از جمله علت‌های اصلی فروماندن «انسان» در مرتبه‌ای پَست بوده‌اند.»— فریدریش نیچه، ترجمهٔ داریوش آشوری، فراسوی نیک و بد، پاره ۶۲
او همچنین وظیفهٔ کلیسا را «خُرد کردن نیرومندان و پوچ کردن امیدهای بزرگ و به تردید افکندن لذت زیبایی، و تبدیل هرآنچه مردانه و پیروزگرانه و سروری-خواهانه است به سست‌رأیی و خودویرانگری، و نیز واگرداندن عشق به تمام آنچه زمینی است و عشق به فرمانروایی بر زمین، به نفرت از زمین و آنچه زمینی است» تعریف می‌کند.

محمدرضا حقدوست (سیمرغ) طی مصاحبه‌ای، دربارهٔ گرایش‌های مسیحیت چنین بیان داشت:
مسیحیت که دو فرقهٔ کاتولیک در اروپای غربی و روم بود که توسط پاپ اداره می‌شد، و مذهب آرتودوکس که شامل اروپای شرقی و قسطنطنیه می‌شد. اما با شکستن مرجعیت پاپ در قرن ۱۶ طی جنبش اصلاح دینی و رفورماسیون توسط مارتین لوتر، که البته در تشکیل اندیشه‌های پست مدرنیته کم تأثیر نبود، مذهب پروتستان شکل گرفت. مسیحیان به تثلیث (سه گانگی) معتقدند، که خداوند یکتا در سه شکل تجسم پیدا می‌کند که یکی از آنان عیسی است. عیسی فرزند مریم [در اعتقاد اسلام باکره بوده و در اعتقاد برخی مذاهب سامی همسری داشته‌است.] توسط حاکمان معاصر به صلیب کشیده می‌شود و روح او گناه مسیحیان را با خود می‌برد تا پیروانش بار دیگر پاک و معصوم شوند. آنان معتقدند عیسی مسیح در آخرالزمان ظهور می‌کند و بشر را از ظلم رهایی می‌بخشد.

## نگارخانه

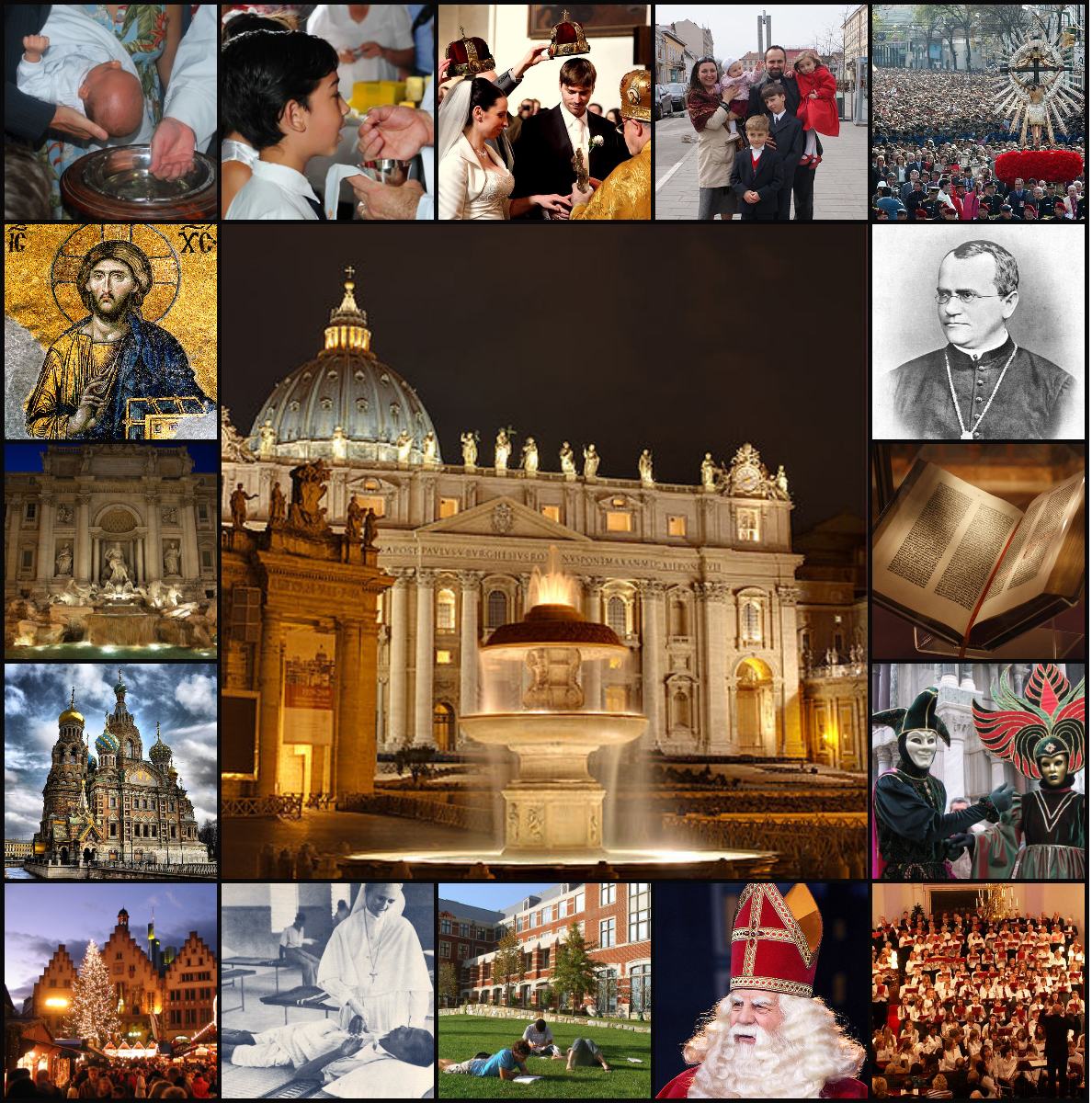
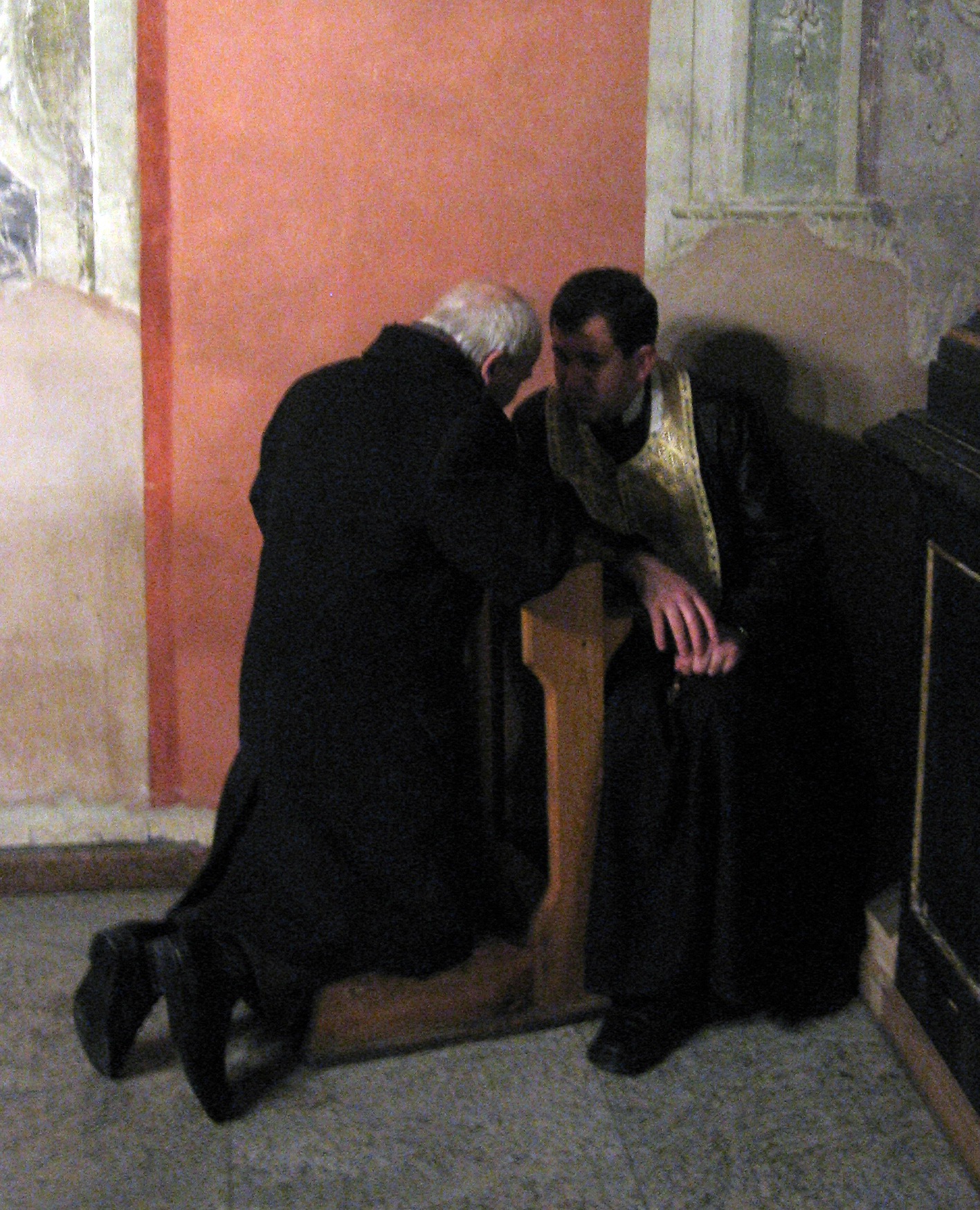
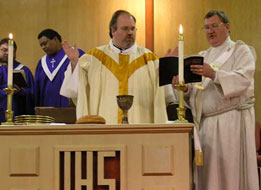
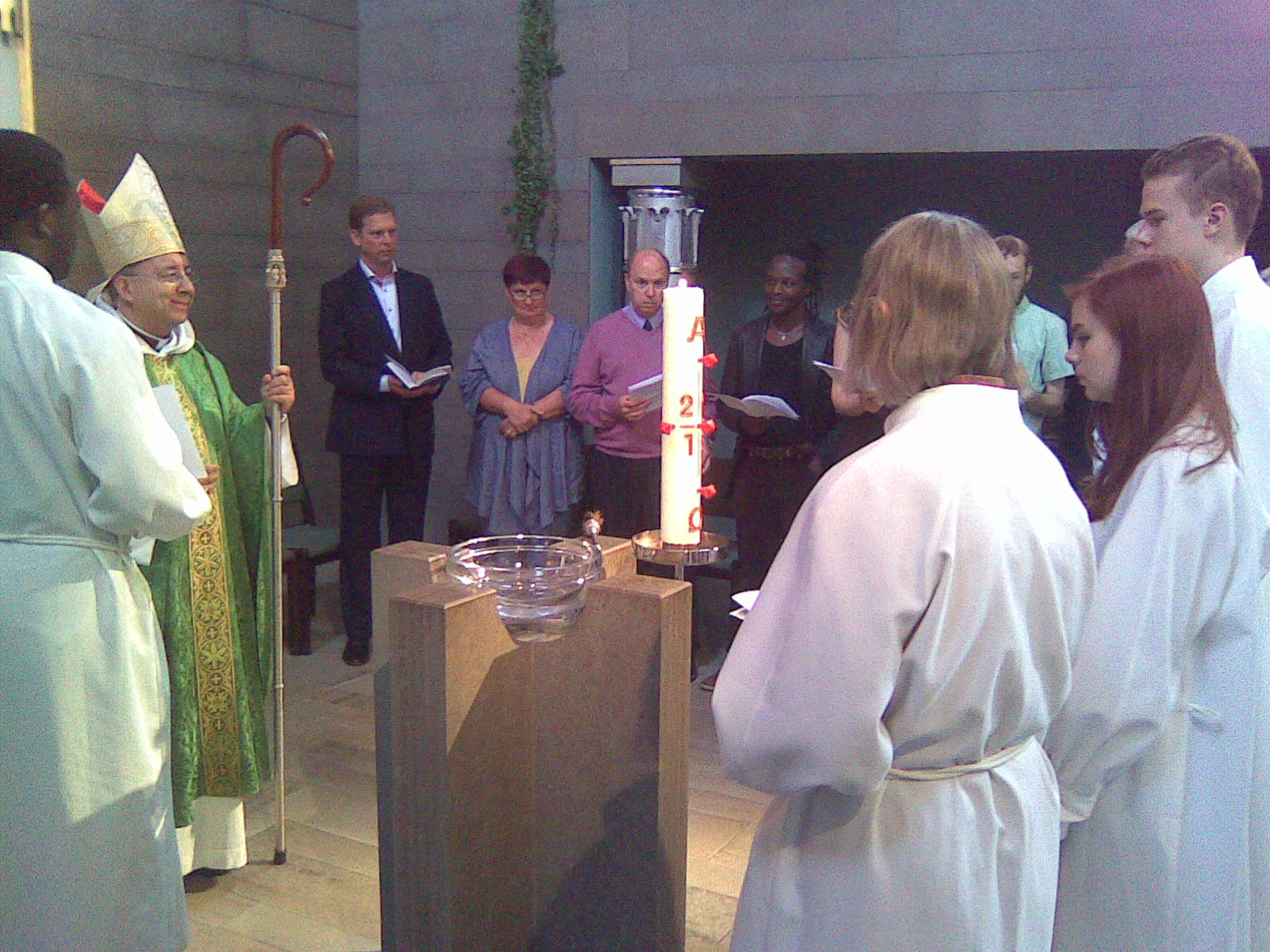
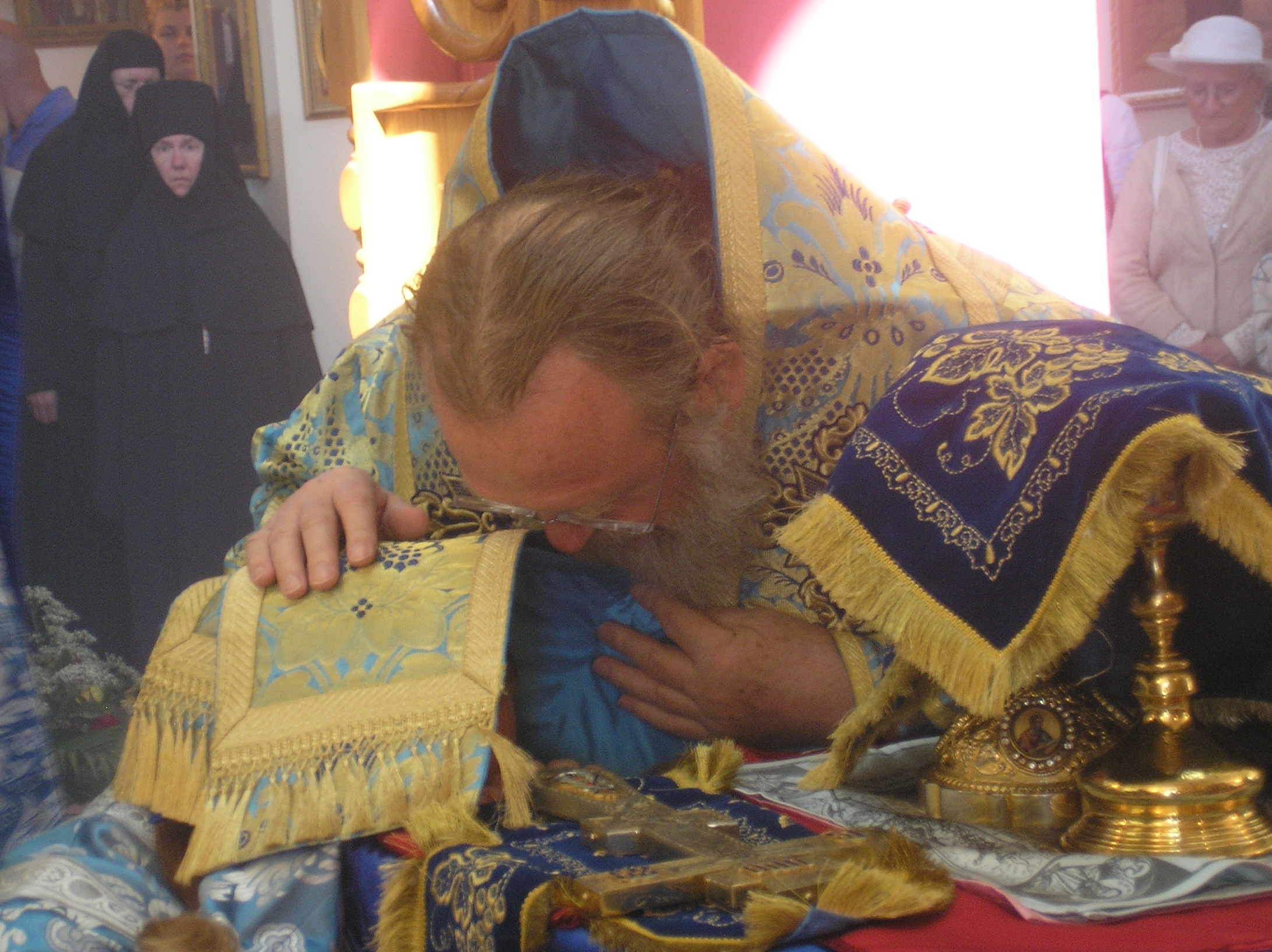
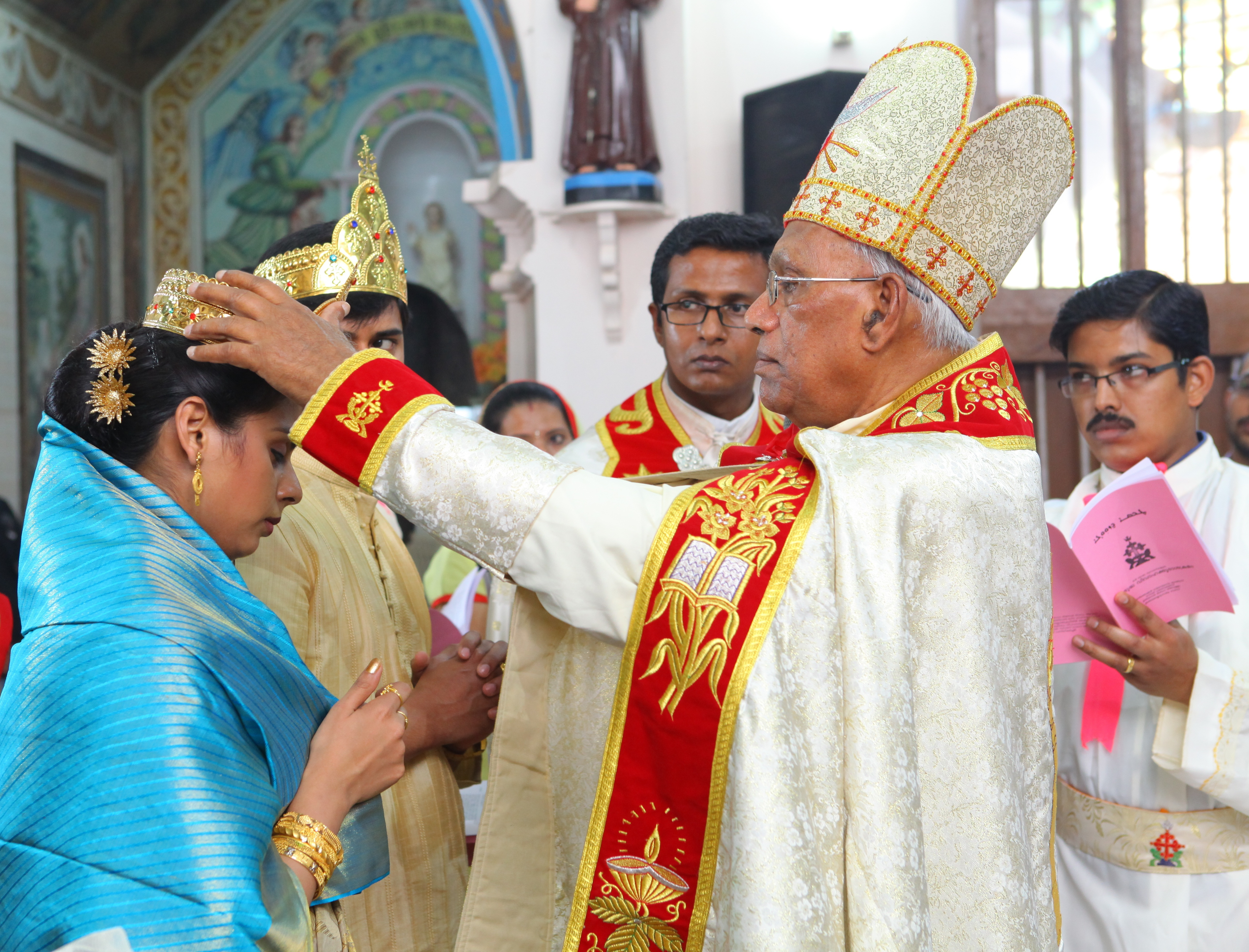
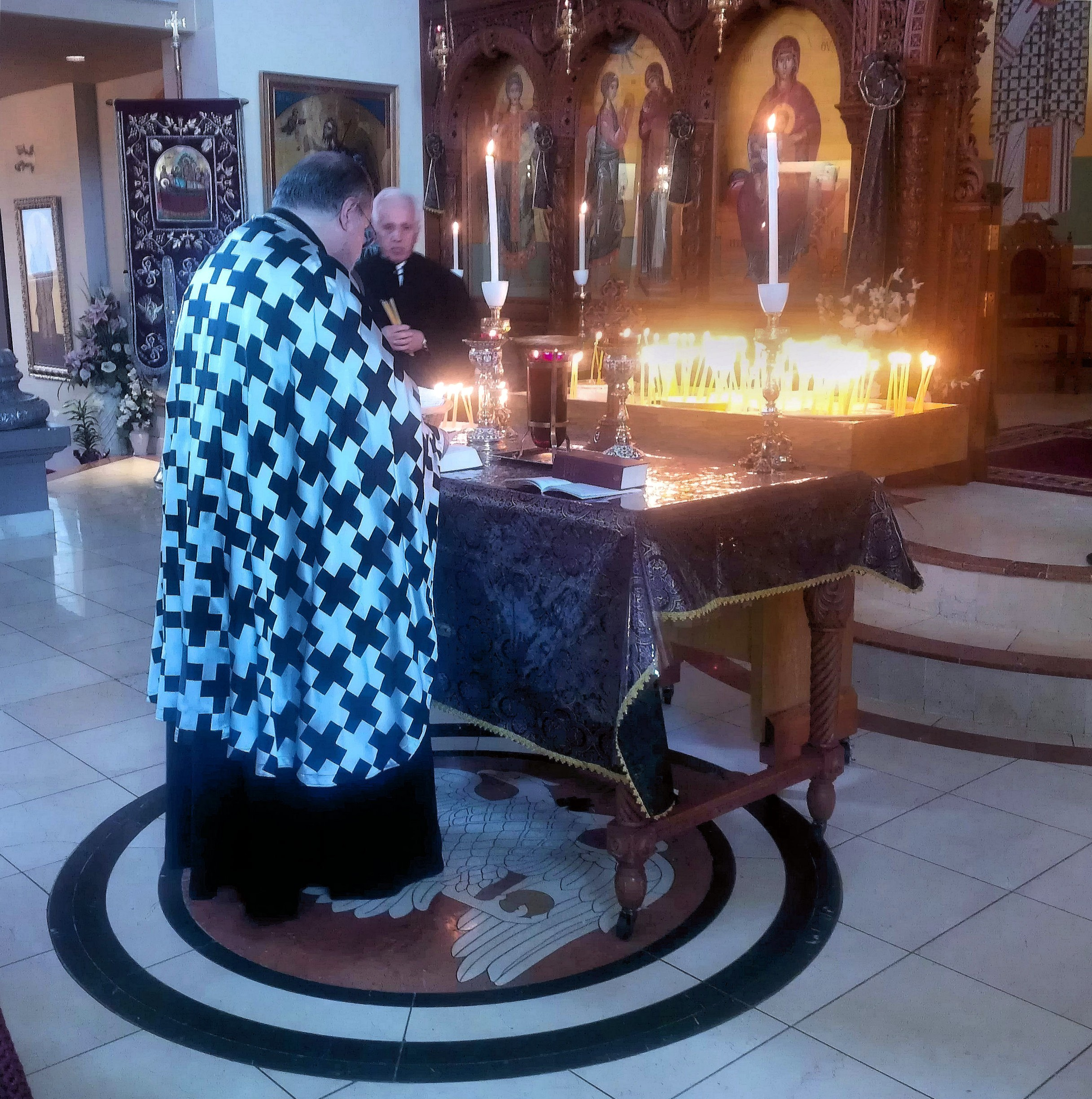